# Marphysa sanguinea
Espèce
Marphysa sanguinea, est une espèce de vers annélides polychètes marins de la famille des Eunicidae. Il est également appelé  mouron, ver de roche ou pistiche et parfois utilisé comme appât pour la pêche, de la même manière que Hediste diversicolor ou Perinereis cultrifera.
Il peut présenter des reflets nacrés.